# Matsudaira Masachika

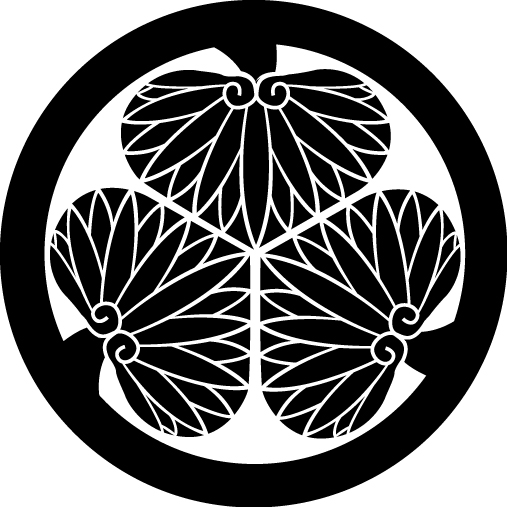
Emblème (mon) du clan Matsudaira.

Matsudaira Masachika est un nom japonais traditionnel ; le nom de famille (ou le nom d'école), Matsudaira, précède donc le prénom (ou le nom d'artiste).
Matsudaira Masachika (松平 昌親, 31 mai 1640-23 octobre 1711) est un daimyo de l'époque d'Edo, à la tête du domaine de Fukui de 1674 à 1676, et de 1686 à 1711.

## Matsudaira Masachika
Né le 31 mai 1640, Masachika est le 5e fils de Matsudaira Tadamasa. En 1645, quand son frère Mitsumichi succède à leur père comme seigneur de Fukui, Masachika reçoit pour 25 000 koku de terres et devient le seigneur du domaine de Yoshie nouvellement créé. Après le suicide de son frère en 1674, il devient seigneur de Fukui. Son frère a laissé un testament écrit indiquant que Masachika doit être l'héritier, mais Mitsumichi a un fils illégitime du nom de Matsudaira Masakatsu, de sorte qu'un conflit de succession se produit. Il n'est réglé que lorsque le karo, Ashida Zusho, produit le testament de Mitsumichi et le soumet au shogunat pour sa médiation. Le shogunat juge que Masachika doit être l'héritier. À cette époque, le domaine de Yoshie est aboli et son territoire réabsorbé dans les principales propriétés de Fukui.
Cependant, en dépit de ce règlement, beaucoup de personnes dans le domaine restent insatisfaites de la succession de Masachika, de sorte qu'après seulement deux ans en tant que seigneur, Matsudaira Masachika démissionne en faveur de Tsunamasa, le fils de Masakatsu. Tsuneamasa devient alors le 6e daimyo du domaine de Fukui.

## Matsudaira Yoshinori
Cependant, Tsunamasa se révèle vite être un seigneur cruel et enclin à de violents saccages, aussi le shogunat confisque-t-il le domaine de Fukui. Toutefois, comme Fukui est un domaine renommé dont histoire remonte à Yūki Hideyasu, des dispositions particulières sont prises. Le shogunat restaure le seigneur précédent, son oncle Masachika, comme chef de famille. À son retour à la tête du domaine, il change son nom pour celui de « Yoshinori » (吉品).
En 1686, les revenus du han sont réduits de 475 000 à 250 000 koku.
En tant que Matsudaira Yoshinori, il est célèbre pour avoir été l'homme qui a officiellement donné le nom de « Fukui » au domaine. Bien que le domaine est rétroactivement appelé « Fukui » de l'époque de Hideyasu, son nom était en fait Kitanoshō (le même domaine gouverné par Shibata Katsuie un siècle auparavant) jusqu'au mandat de Yoshinori.
Bien que Yoshinori a dans un premier temps adopté un héritier issu du clan Mōri de la province de Chōshū du nom de Matsudaira Masakata (Fukui), ses obligés s'y opposent, aussi se sépare-t-il de Masakata et adopte-t-il à la place Matsudaira Yoshikuni, 6e fils de Masakatsu, pour héritier.
Masachika meurt en 1711 à l'âge de 71 ans et possède deux tombes ; l'une à Fukui et l'autre à Edo.

## Source de la traduction
- (en) Cet article est partiellement ou en totalité issu de l’article de Wikipédia en anglais intitulé « Matsudaira Masachika » (voir la liste des auteurs).